# NYCOS
NYCOS (voorheen bekend als National Youth Choir of Scotland of NYCoS ) is de grootste koor- en muziekorganisatie in Schotland voor zangers tot 25 jaar. Het koor is geregistreerd als Schotse liefdadigheidsinstelling (registratienummer: SC024899). Het koor wordt geleid door artistiek directeur Christopher Bell. Het doel van de organisatie is naar eigen zeggen:“kansen bieden aan jongeren, leraren en koordirigenten om koorzang in heel Schotland te ondersteunen en te ontwikkelen.” 
De activiteiten van NYCOS omvatten momenteel vier nationale koren, 14 regionale koren, mini-muziekmakersklassen  en een scala aan educatieve muziekprojecten. NYCOS is ook opdrachtgever en uitgever van diverse publicaties, liedboeken en educatieve materialen.

## Achtergrond
NYCOS werd in 1996 opgericht als één koor door de huidige artistiek directeur, Christopher Bell  met steun van de toenmalige directeur van het National Youth Orchestra of Scotland, Richard Chester. Bell had de idee dat Schotland weliswaar nationale jeugdensembles had voor orkest, strijkers, jazz en koperblazers, maar dat er voor jonge zangers minder mogelijkheden waren om op nationaal niveau deel te nemen. Bell haalde inspiratie uit zijn werk met het Aberdeen Youth Choir (opgericht in 1992), dat een vergelijkbare structuur had.

## Nationale koren
NYCOS National Choirs bestaat uit vier koren voor jongeren tussen 10 en 25 jaar:
- Nationaal Jeugdkoor van Schotland (National Youth Choir of Scotland) (zangers van 16 tot 25 jaar)
- NYCOS Trainingskoor (NYCOS Training Choir) (zangers van 16 tot 19 jaar)
- NYCOS Nationaal Jongenskoor (NYCOS National Boys' Choir) (zangers van 10 tot 17 jaar)
- NYCOS Nationaal Meisjeskoor (NYCOS National Girls' Choir) (zangers van 12 tot 17 jaar)

Het lidmaatschap van alle nationale koren van NYCOS kan bekomen worden via een jaarlijkse auditie en staat open voor zangers die geboren zijn in Schotland, daar wonen of studeren, of van Schotse afkomst zijn. De activiteiten van het koor bestaan uit fysieke bijeenkomsten waarbij de tijd wordt verdeeld tussen individuele zangcoaching, muzikaliteitssessies en sectionele en volledige repetities.
NYCOS werd de eerste jeugdorganisatie die een prijs van de Royal Philharmonic Society (RPS) won toen het de ensemble-prijs van 2012 won. Het koor toerde reeds in Ierland (2000), Zweden (2001), de Verenigde Staten (2004, 2016, 2018), Hongarije (2007), Duitsland (2010), Oostenrijk, Tsjechië en Slowakije (2013) en België (2017). Tijdens het laatste bezoek aan de VS in 2018 trad het ensemble samen op met het Orchestre Révolutionnaire et Romantique in Carnegie Hall, onder leiding van John Eliot Gardiner.
Het NYCOS Trainingskoor startte in 1997 en traint zangers van 16 tot 19 jaar die meer ervaring nodig hebben in een breder repertoire. Zij krijgen zang-, koor- en individuele coaching.
Het NYCOS Nationaal Jongenskoor werd in 2002 opgericht met financiële steun van het Scottish Arts Council Lottery Fund. In eerste instantie was het bedoeld voor jongens met een ongewijzigde (prepuberale) stem, maar in 2003 werd het uitgebreid met een sectie voor gewijzigde stemmen. Lidmaatschap kan verkregen worden via auditie en staat open voor jongens van 10 tot 16 jaar. Het koor bestaat uit drie secties: Training Choir, National Boys' Choir en Changing Voice Choir. Het koor komt jaarlijks rond Pasen bijeen voor een langere fysieke cursus, gevolgd door concerten. Het koor heeft opgetreden in Belfast, Edinburgh, Glasgow, Linlithgow, Londonderry, Paisley en Stirling. In 2007 toerde het koor naar Kendal en Dumfries en gaf het concerten in het stadhuis van Kendal en de Crichton Church in Dumfries.
Het koor heeft een repertoire dat klassieke, religieuze en Schotse liederen omvat. Recente commissies zijn onder meer Saga of the Seven Days geschreven door Tom Cunningham en Sea Shanties van Sheena Phillips. De peter van het jongenskoor is de Schotse acteur Billy Boyd.
Het Nationaal Meisjeskoor werd in 2007 opgericht toen 80 zangers tussen de 12 en 16 jaar oud via auditie werden geselecteerd. Het dagprogramma bestaat uit een mix van zangles, muzikaliteitstraining en volledige koorrepetities. In april 2007 vond hun eerste concert plaats, in de Queen's Hall in Edinburgh. In 2010 richtte het koor een nieuwe sectie op: het National Girls' Training Choir. Meisjes die succesvol auditie doen, maar waarvan de stemmen nog niet klaar zijn voor het Nationaal Meisjeskoor, krijgen een plaats binnen de kooropleiding. De meter van het Nationaal Meisjeskoor is de Schotse mezzosopraan Karen Cargill.

## Regionale koren
In 1998 richtte NYCOS twee kinderkoren op (later hernoemd tot de regionale koren), één in Livingston, West Lothian en één in Edinburgh. Elk koor bestond uit ongeveer 60 leden. De leden werden gerekruteerd uit leerlingen van groep 3 (en een aantal leerlingen van groep 4 om de ledenpopulatie compleet te maken). Beide koren kwamen een uur per week bijeen, waarbij de leden 30 minuten lang muzikale training kregen en de overige 30 minuten als koor zongen. Het aantal regionale koren werd uitgebreid tot 14: Aberdeen, Angus, Dumfries, Dundee, East Dunbartonshire, Edinburgh, Falkirk, Inverness, Isle of Lewis, Midlothian, Perth, Renfrewshire, Stirling en West Lothian - met een totaal ledenaantal van meer dan 2.000 kinderen. Tijdens kerstmis en de zomervakantie worden er eindconcerten gegeven. De koren in Perth en East Dunbartonshire onderscheiden zich doordat het alleen jongenskoren zijn.

## Onderwijs
NYCOS heeft een educatieve component en organiseert in die hoedanigheid Kodály Musicianship Training weekenden voor docenten, koordirigenten en muziekspecialisten. Ze organiseren nascholingsdagen en zangworkshops voor scholen. Ze organiseren ook mini-muziekmakersklassen in heel Schotland. Dit zijn muzikale sessies die bedoeld zijn om baby's, peuters, kleuters en hun ouders/verzorgers kennis te laten maken met muziek.
NYCOS produceert ook liedboeken en andere educatieve materialen.